# 愛的地圖
《愛的地圖》是S.H.E的第三張新歌+精選專輯，於2009年6月22日發行。此張專輯為數位發行限定專輯，僅通過中國移動平台數位發行。
《愛的地圖》有2首新歌加8首摯愛情歌精選，抒情派主打「鎖住時間」是繼「五月天」後又一甜蜜戀曲，動感派主打「可愛萬歲」是一首很活力的歌曲，「可愛萬歲」這首歌所傳遞的訊息是不論你是什麼年齡都可以裝可愛。此外其餘八首精選歌曲都是由S.H.E以往的專輯或電視原聲帶中所收錄非常動聽而又符合「愛」這個主題的歌曲，包括友情、親情、愛情等。然而，「可愛萬歲」這首歌是為配合S.H.E代言的LUNA Online而收錄，因此只有這一首歌並非符合「愛」這個主題。

## 發行背景
S.H.E因代言中國移動動感地帶進而與中國移動合作，透過線上音樂平台中國移動首發推出《愛的地圖》數位專輯。

## 實體CD版本
S.H.E透過線上音樂平台中國移動首發推出《愛的地圖》數位專輯，然而中國移動亦同時推出了10000张《愛的地圖》的實體CD作为储值赠品。由於不是販賣性質，所以並不能算作實體專輯。此外專輯由於是以儲值贈品的方式曝光，因此專輯的設計非常簡陋，只有一個膠封套再套著一個纸的封套，再套著一張簡單CD，並没有歌詞本附送。

## 完整曲目
- 1. 鎖住時間 /Stay With Me（新歌）—— 曲：鄭楠 詞：姚若龍 / 電影《幸福的彼端》中文主題曲 ，另收錄於S.H.E圖文書《愛的3溫暖》預購所附贈之單曲中 / 4:12
- 2. 可愛萬歲 /Long Live Adorableness（新歌）—— 曲：鄭楠 詞：黃建洲 / LUNA Online廣告曲 / 3:43
- 3. 魔力 /Magic——（出自《美麗新世界》專輯）/ 4:42
- 4. 無可取代 /Irreplaceable ——（出自《美麗新世界》專輯）/ 4:50
- 5. 我愛你 /I Love You ——（出自《Encore安可》專輯）/ 3:51
- 6. 綠洲 /Oasis ——（出自《不想長大》專輯）/ 4:30
- 7. Yes I Love You ——（出自《美麗新世界》專輯）/  4:51
- 8. 愛來過 /Love Was Here —— 曲：丁世光 詞：施人誠（出自《鬥牛，要不要》電視原聲帶）/ 4:18
- 9. 夏天的微笑 /The Smile Of Summer ——（出自《SUPER STAR》專輯）/ 4:50
- 10. 金鐘罩鐵布衫 /Golden Shield, Iron Cloth ——（出自《Encore安可》專輯）/ 4:05

※註:曲目資料以中國移動所贈送的實體愛的地圖CD為準。

## 音樂錄影帶
| 歌名     | 導演   | 發布日期      | 頻道                        | 備註                                                   |
| -------- | ------ | ------------- | --------------------------- | ------------------------------------------------------ |
| 鎖住時間 | 黃中平 | 2012年8月30日 | 華研國際音樂官方YouTube頻道 | 特別演出：王大陸、嚴正嵐；電影《幸福的彼端》中文主題曲 |
| 可愛萬歲 | 賴偉康 | 2012年8月30日 | 華研國際音樂官方YouTube頻道 | LUNA Online廣告曲                                      |